# Knihomol (hmyz)

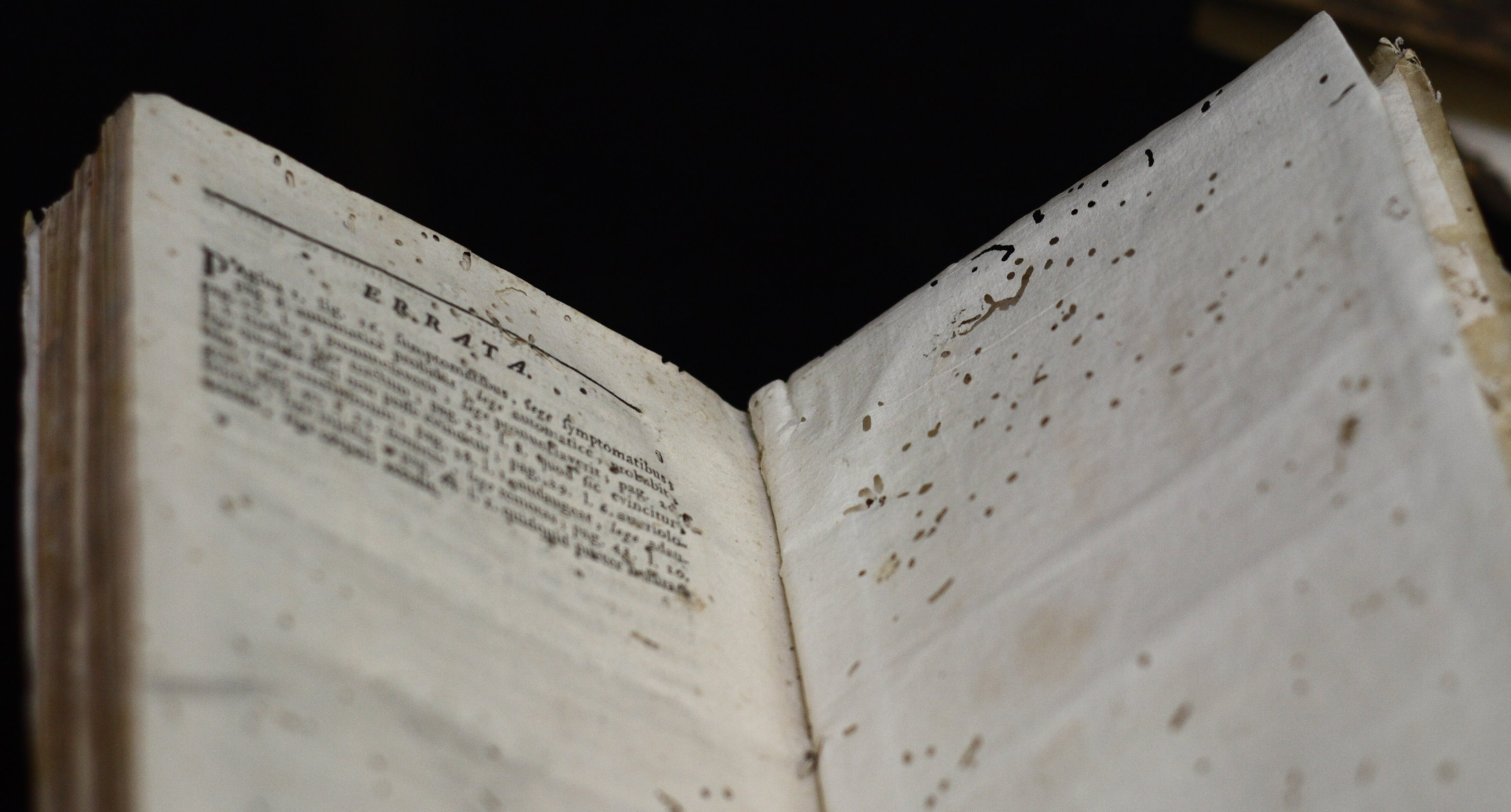
Stránky provrtané hmyzem

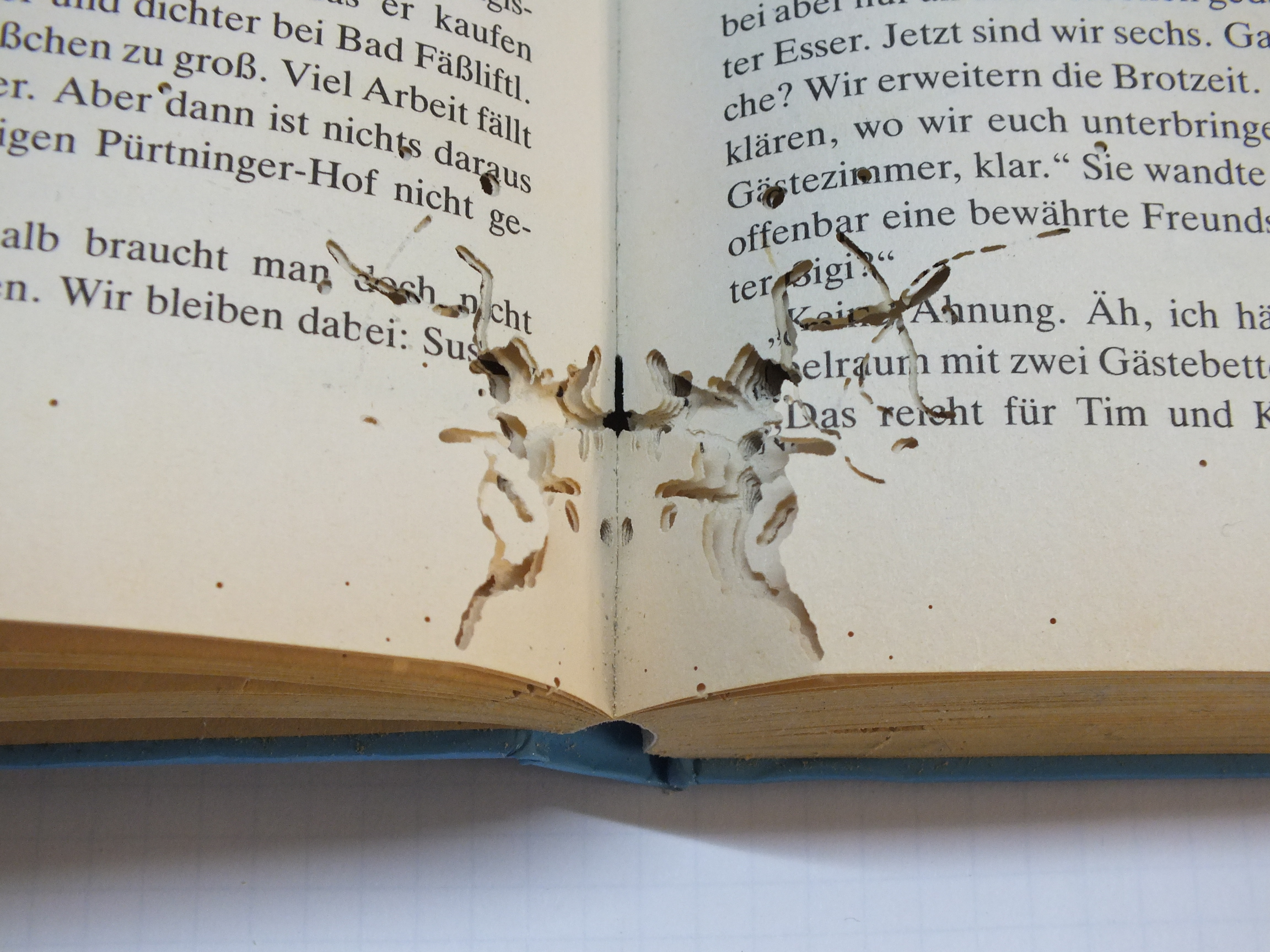
Stopy po hmyzím škůdci

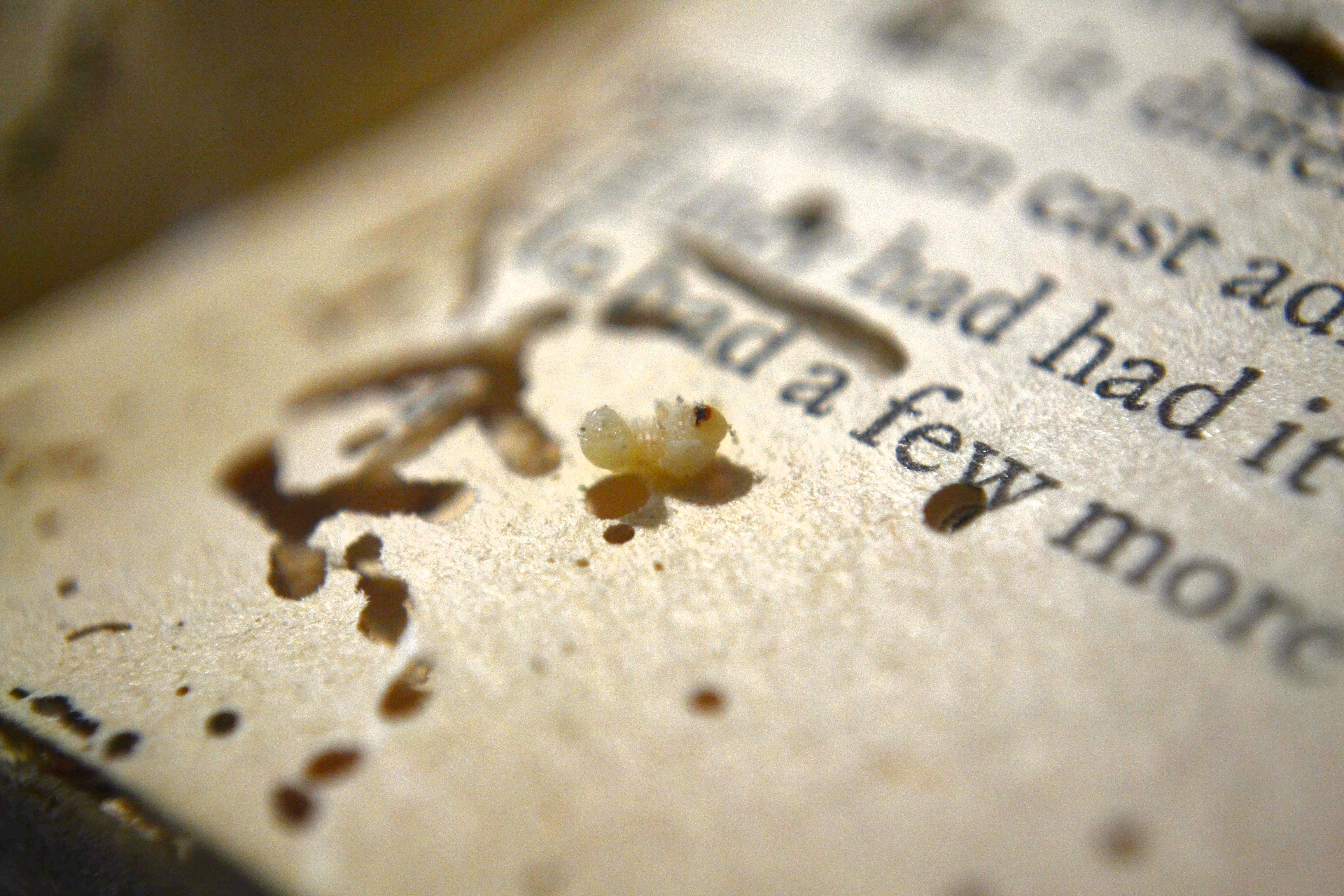
Škody na brožované knize způsobené hmyzem

Knihomol (anglicky: bookworm) je generalizující označení pro hmyz, který škodí a napadá knihy.[zdroj⁠?!] Poškození knih může být způsobeno různými druhy hmyzu jako jsou moli, brouci a švábi. Hmyz hledající potravu se knihami provrtává nebo je nahlodává ve formě hmyzích larev. Knihy také může poškodit i dřevokazný hmyz napadající dřevěný nábytek odkud se přesouvá na knihy.
Není znám žádný druh, který by byl primárním škůdcem knih. Knihomolové se soustředí na kožené nebo textilní potahy knih, lepidlo nebo plísně. V případě napadení stránek se obvykle jedná o malé či větší dírky vedoucí skrze všechny stránky.
Termín knihomol se stal idiomatickým označením pro osobu, která čte značné množství knih, tedy metaforicky „žere knihy“.

## Pisivky

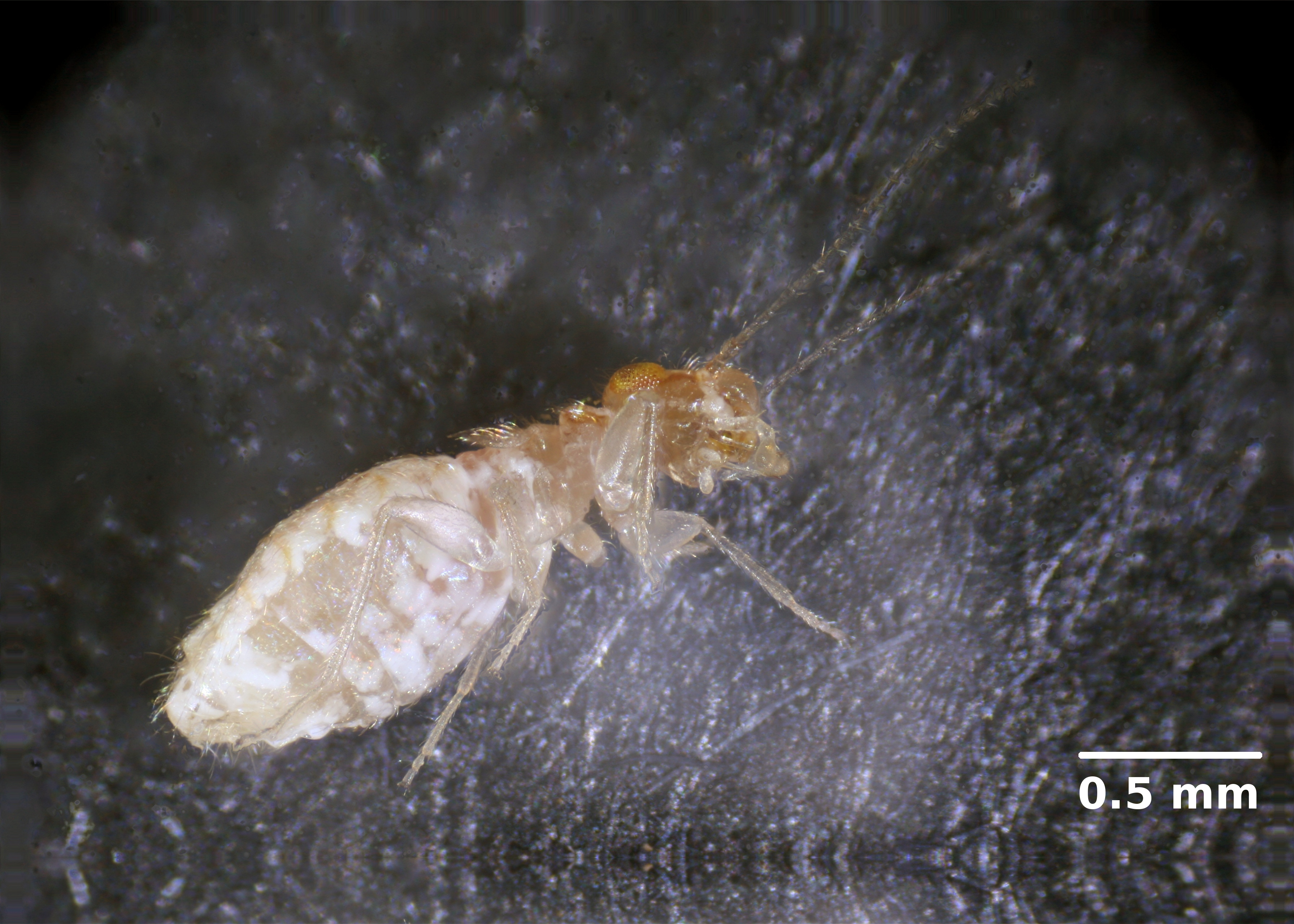
Pisivka

Pisivka knižní (v angličtině nazývaná booklice – book = kniha, lice = veš) je malý bezkřídlý druh hmyzu z řádu Psocoptera, velikosti cca 1 mm. Pisivky se živí mikroskopickou plísní a dalšími organickými materiály, které se dají najít ve skladovacích prostorech, kde panuje vlhkost. Daří se jim na knihařském klihu. Obvykle se nachází v archivech, muzeích či knihovnách, kde je zima, vlhko a tma, což jsou ideální podmínky pro růst plísní, které tvoří potravu pro pisivky.
Představa, že pisivky knihám škodí je omyl. Tyto živočichy lze označit za pomocníky při ochraně knih, které knihy čistí. Přestože člověku nejsou škodlivé, jejich přemnožení by mohlo být problematické. S jejich regulací může pomoci štírek knihový, který se pisivkami živí. Stejně jako pisivky jej lze najít v knihách a knihovnách kde je vlhko.

## Další hmyz napadající knihy

### Brouci
Někteří dospělí jedinci brouků požírají papír a vazby knih, ale největší poškození způsobují jejich larvy. Typicky jsou vajíčka nakladena na hranu stránek či hřbet a poté se larvy zavrtají mezi listy či přímo skrze stránky.

#### Červotočovití
- Červotoč pronikavý (Anobium punctatum)[5]
- Červotoč kostkovaný (Xestobium rufovillosum)[6]
- Červotoč tabákový (Lasioderma serricorne)[7]
- Červotoč chlebový (Stegobium paniceum)Červotoč chlebový

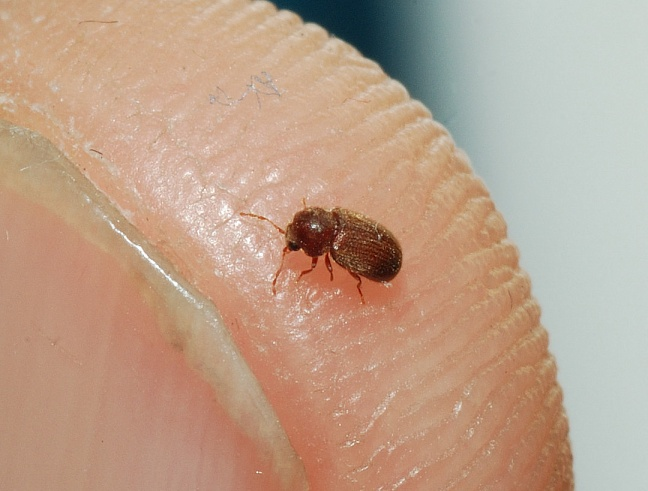
Červotoč chlebový

- Vrtavec australský (Ptinus tectus)
- brouci z rodu Gastrallus

#### Korovníkovití
- Korovník obilní (Rhyzopertha dominica)

#### Lesákovití
- Lesák skladištní (Oryzaephilus surinamensis)
- Cucujus clavipes
- Oryzaephilus mercator

#### Nosatcovití
- Pilous rýžový (Sitophilus oryzae)Rušník muzejní, larvální stádium

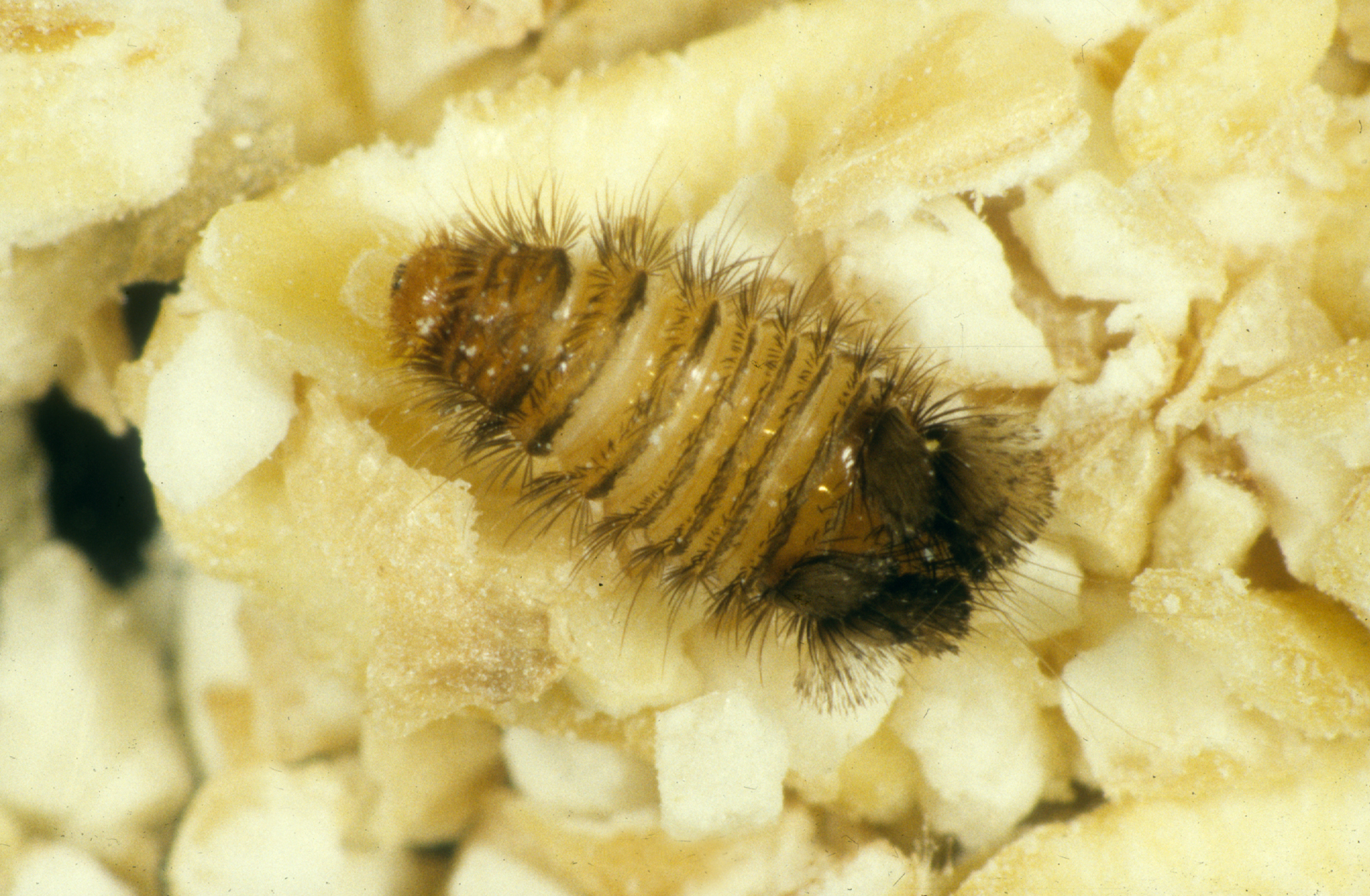
Rušník muzejní, larvální stádium

- Pilous černý (Sitophilus granarius)

#### Kožojedovití
Brouci, kteří jsou známí požíráním kožených vazeb knih.
- Rušník žlutonohý (Anthrenus flavipes)
- Rušník muzejní (Anthrenus museorum)
- Rušník krtičníkový (Anthrenus scrophulariae)
- Rušník diviznový (Anthrenus verbasci)
- Rušník obilní (Trogoderma granarium)
- Rušník semenový (Reesa vespulae)
- Kožojed skvrnitý (Attagenus pellio)
- Kožojed temný (Attagenus unicolor)[8]
- Kožojed obecný (Dermestes lardarius)[9]
- Kožojed šedý (Dermestes maculatus)
- Dermestes coarctatus
- Dermestes vorax
- Trogoderma versicolor
- brouci z rodu Thylodrias

#### Hrbohlavové
- Hrbohlav hnědý (Lyctus brunneus)
- Lyctus africanus
- Lyctus carbonarius

#### Potemníkovití
- Potemník skladištní (Tribolium confusum)
- Potemník ničivý (Tribolium destructor)
- Potemník tmavý (Tenebrio obscurus)
- Potemník moučný (Tenebrio molitor)
- Potemník hnědý (Tribolium castaneum)

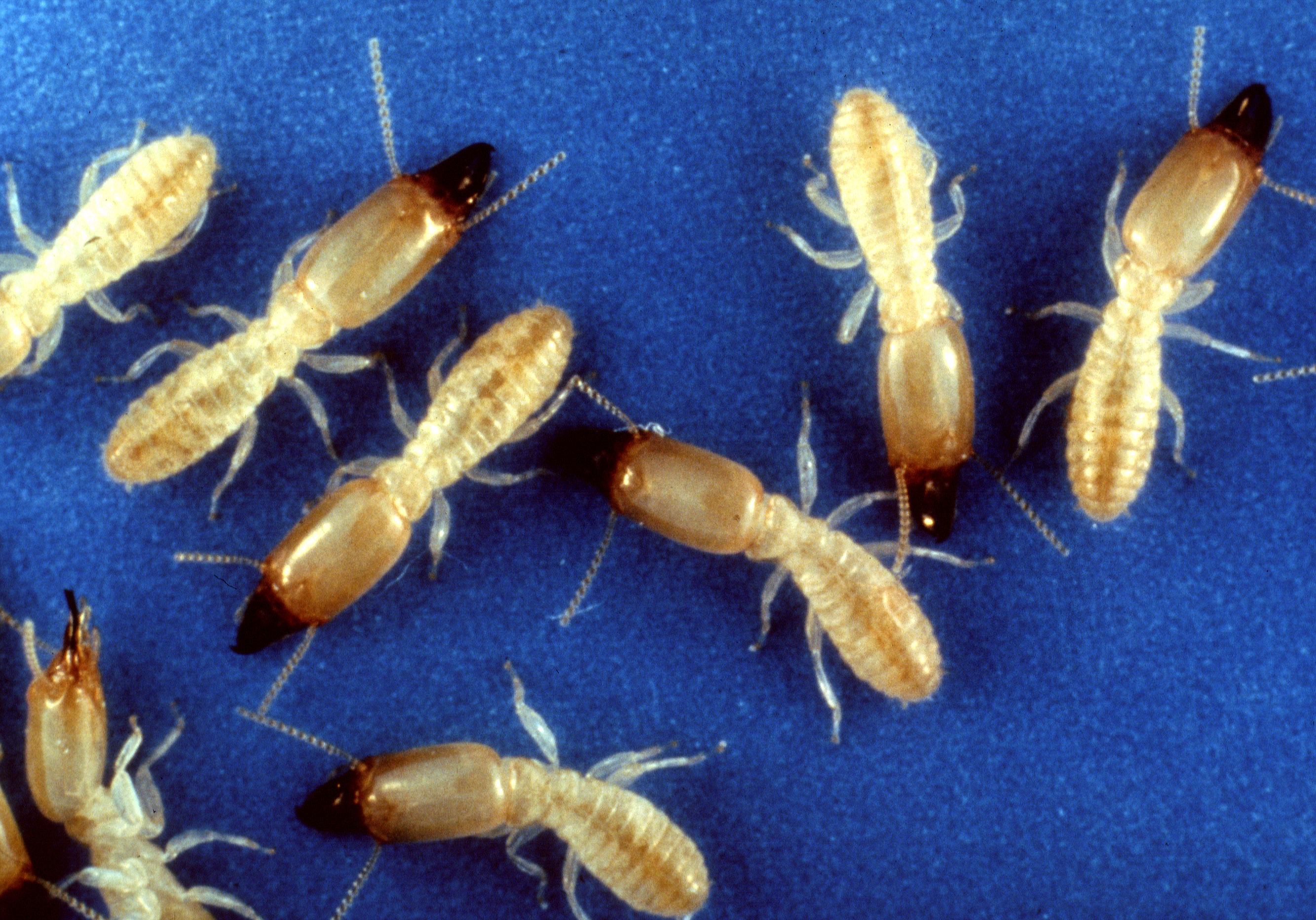
Termiti

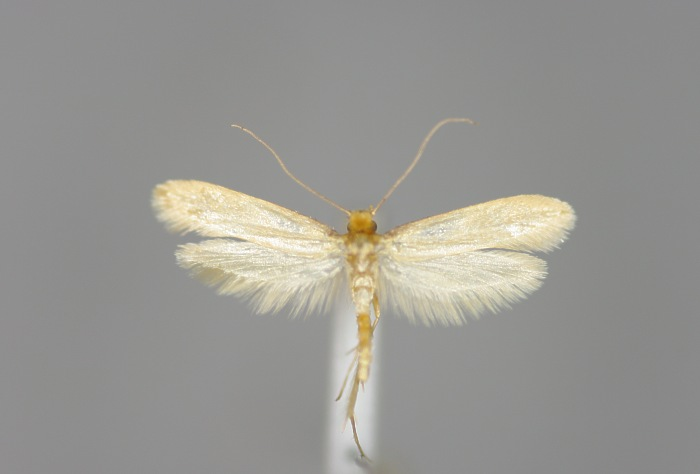
Mol šatní

### Termiti
Termiti jsou druhem hmyzu, který dokáže knihy nejvíce zdevastovat. Sežerou prakticky každou část knihy včetně police na níž stojí. Termiti mohou zcela zdevastovat sbírky knih, dříve než je zamoření hmyzem zjištěno.
- Incisitermes minor
- Cryptotermes brevis

### Mravenci
Některé druhy mravenců mohou poškodit knihy podobně jako termiti.
- Mravenec obrovský (Camponotus herculeanus)
- Mravenec pensylvánský (Camponotus pennsylvanicus)
- Camponotus obscuripes

### Moli
Moli živící se textiliemi se mohou živit i textilními potahy knih. Také se živí rozládajícími se organickými materiály (včetně papíru) a plísní.

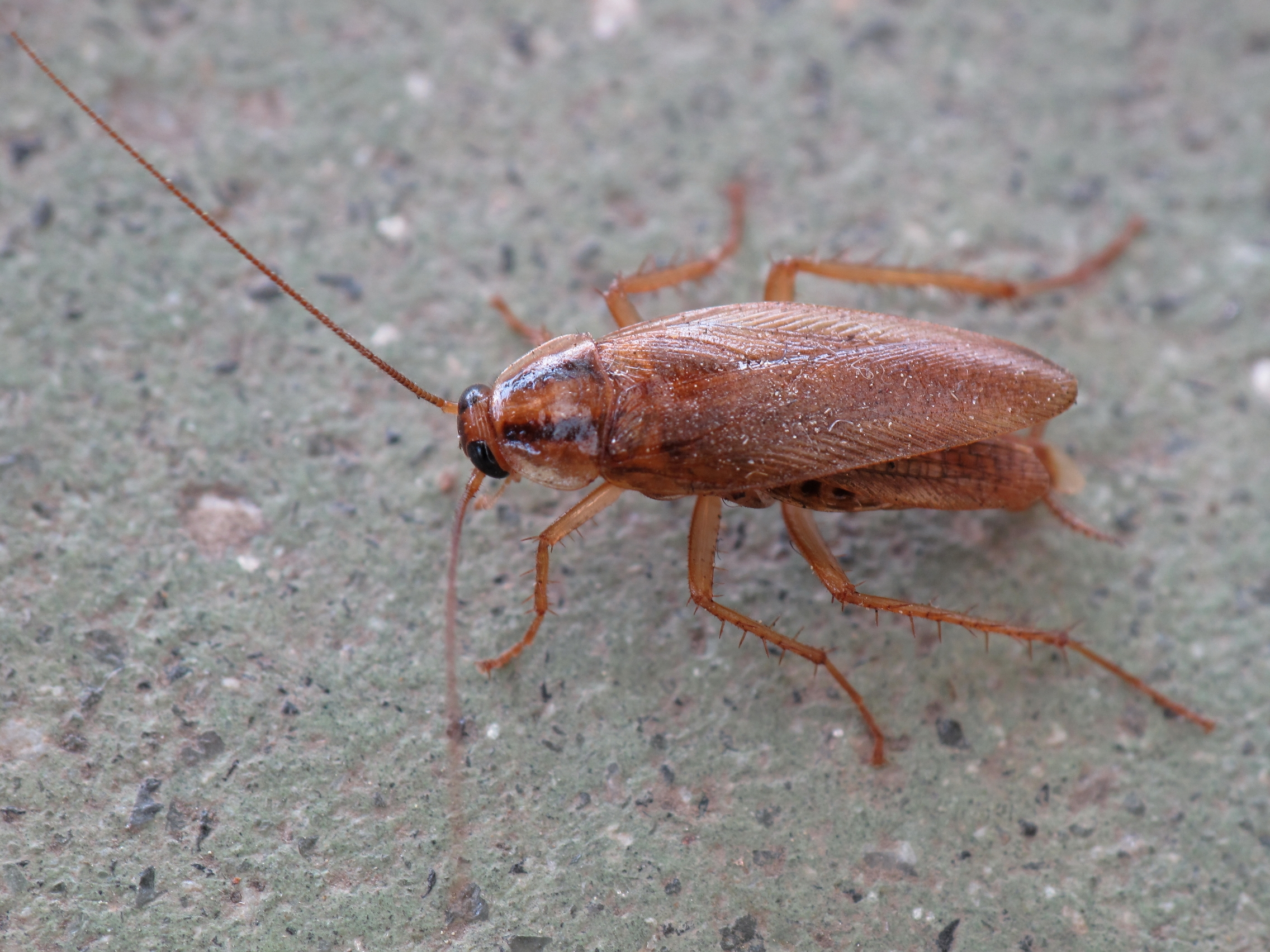
Šváb

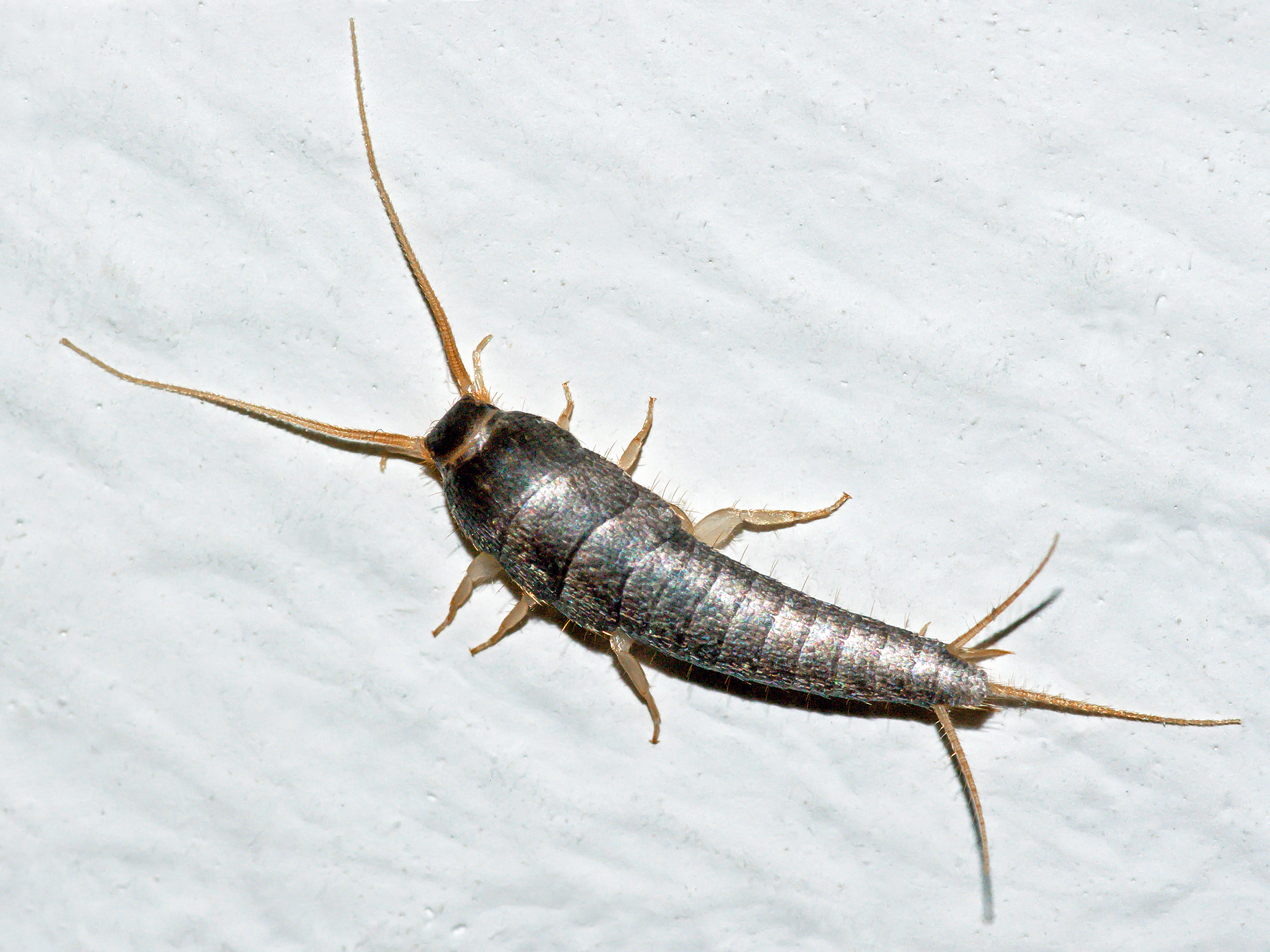
Rybenka domácí

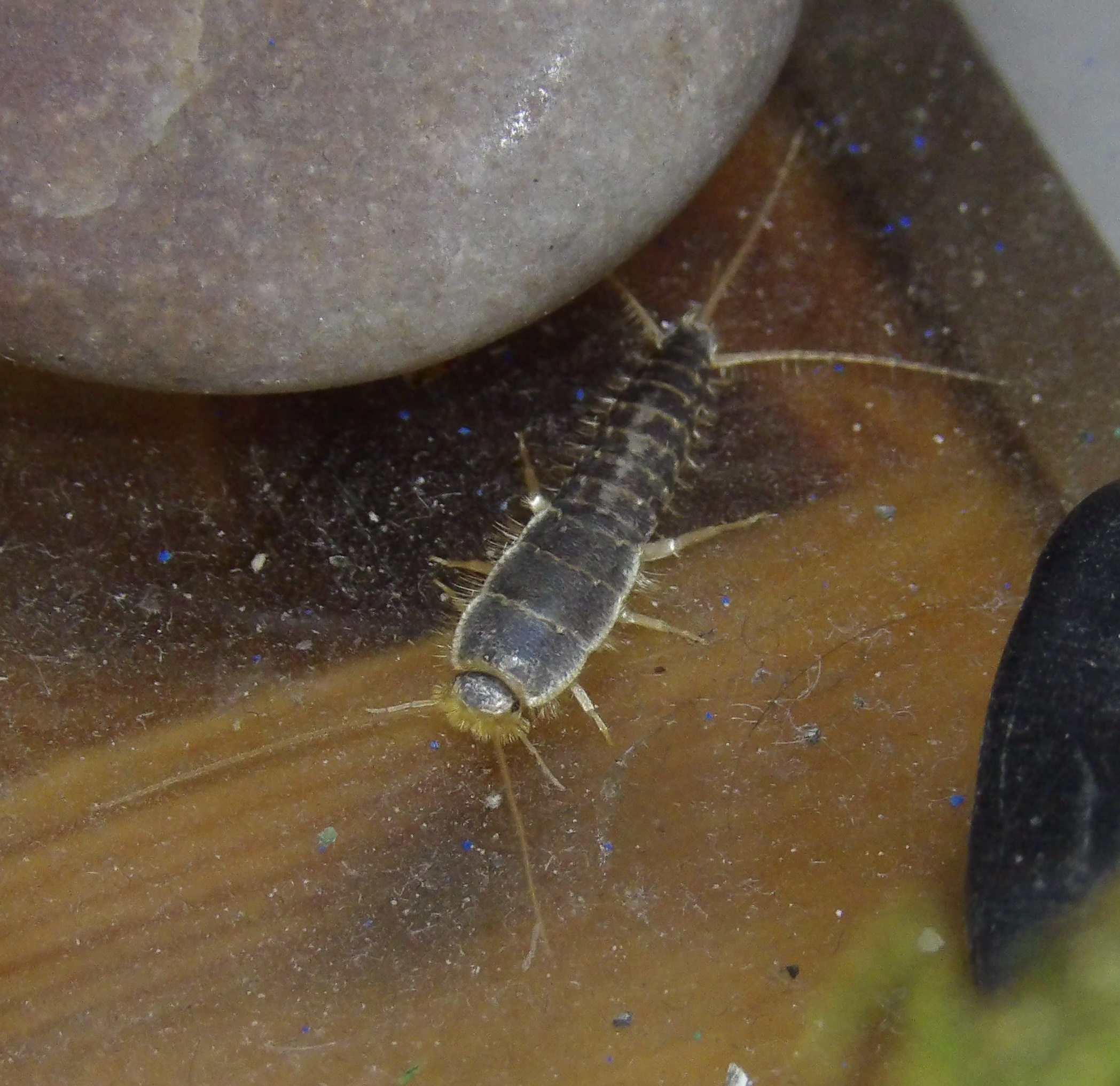
Rybenka skleníková

#### Molovití
- Mol čalounový (Trichophaga tapetzella)
- Mol kožešinový (Tinea pellionella)
- Mol šatní (Tineola bisselliella)

#### Zavíječovití
- Zavíječ moučný (Ephestia kuehniella)
- Zavíječ paprikový (Plodia interpunctella)
- Zavíječ skladištní (Ephestia elutella)

#### Krásněnkovití
- Krásněnka skladištní (Hofmannophila pseudospretella)[12][13]

### Švábi
Švábi poškozující knihy obvykle požírají škrob v plátěných deskách a papíru. Mohou poničit knihy i svými výkaly.

#### Rusovití
- Rus domácí (Blattella germanica)

#### Švábovití
- Šváb americký (Periplaneta americana)
- Šváb obecný (Blatta orientalis)
- Šváb australský (Periplaneta australasiae)[10]
- Periplaneta fuliginosa

### Šupinušky
Šupinušky konzumují části knih obsahující polysacharidy. Papír, který je na krajích lehce roztřepený je obvykle prací rybenek.

#### Rybenkovití
- Rybenka domácí (Lepisma saccharina)[14]
- Rybenka skleníková (Thermobia domestica)[15]

### Štírci
- Štírek knihový (Cheiridium museorum)[16]

## Ochrana
Pro ochránění knih před škůdci je možné použití pesticidů proti hmyzu, ale je třeba zvážit obsažené chemikálie, které mohou mít negativní účinky na knihy i lidské zdraví. Muzea a univerzity chtějí udržovat archivy bez škůdců bez užívání pesticidů. Často používají metody nastavení vhodné teploty. Knihy mohou být uložené v chladných podmínkách, které zabraňují líhnutí vajíček škůdců, případně mohou být dočasně umístěny do mrazicího boxu kde mráz zničí všechny škůdce i jejich larvy. Tento způsob se inspiroval v potravinářském průmyslu, který se často potýká s problémy se škůdci.

## Idiom
Termín knihomol se idiomaticky používá pro popis vášnivého nebo nenasytného čtenáře, nevybíravého nebo nekritického čtenáře nebo bibliofila. V počátku se jednalo o termín s negativními konotacemi, pro označení lenocha či flákače, který si raději čte než by se zapojil do okolního světa, případně pro člověka, který se raději zabývá formálními pravidly a čtením knih. Postupem času termín nabral více pozitivní význam.